# Protocolo: A Ordem
Protocolo: A Ordem é um romance gráfico brasileiro escrito por Thiago da Silva Mota e desenhado por Ton Marx, com edição de Elenildo Lopes (atualmente usa o nome Elyan Lopes).
O primeiro projeto de reunir vários super-heróis brasileiros surgiu em 2014 com o nome de Democracia ao Quadrinho Brasileiro - Heróis Brasileiros - A Ordem. Com 20 personagens de 20 autores diferentes, o livro, idealizado pelo editor Elenildo Lopes, teria pequenas histórias interligadas com cada personagem e um grande encontro no final. O roteiro seria de Gian Danton e a arte seria de autores como Joe Bennett, José Luís, Gil Santos, Ivan Rodrigues, Diogo Freu e Rom Freire.
O projeto foi colocado na plataforma Catarse de financiamento coletivo. Contudo, o alto custo do projeto, especialmente por conta dos artistas envolvidos, fez com que não se alcançasse o valor proposto. Por conta disso, Elenildo reformulou o projeto, agora chamado Protocolo: A Ordem, mantendo a proposta de trazer uma história que reunisse 20 super-heróis brasileiros, mas desse vez com um caráter mais autoral com roteiro de Thiago da Silva Mota e desenhos de Ton Marx.
Um novo projeto de financiamento coletivo foi feito no Catarse em 2015, com um valor menor que o original, e o livro alcançou a meta sendo publicado no ano seguinte. A história começa com o personagem Capitão R.E.D., criado por Elenilson, lutando na Ponte Rio-Niterói. No decorrer do livro, outros super-heróis brasileiros se juntam a ele, em um total de 47 personagens de 33 diferentes artistas brasileiros.
Em 2017, Protocolo: A Ordem ganhou o Prêmio Angelo Agostini de melhor lançamento independente. No mesmo ano, foi anunciada a sequência Alfa: a Primeira Ordem, com argumento de Elenildo Lopes, roteiro de Gian Danton, arte de Marcio Abreu e cores de Vinicius Townsend. Além dos personagens que já apareceram no primeiro livro, outros super-heróis brasileiros como Capitão 7 e Capitão Gralha foram incluídos na nova história.
Em 30 de janeiro de 2022, em comemoração ao Dia do Quadrinho Nacional, foi lançado no Catarse, o financiamento de Alfa Prime, uma edição encadernada que reúne Alfa – A Primeira Ordem Partes 1 e 2.